# Contea di Foster
La contea di Foster in inglese Foster County è una contea dello Stato del Dakota del Nord, negli Stati Uniti. La popolazione al censimento del 2000 era di 3 759 abitanti. Il capoluogo di contea è Carrington.